# Ahmad Gianpiero Vincenzo
Ahmad Gianpiero Vincenzo (* 1961 in Neapel) ist ein italienischer Islamwissenschaftler und eine Persönlichkeit des muslimisch-christlichen Dialogs. 1990 konvertierte er zum Islam. Er lebt in Rom, wo er eines der Mitglieder der Gemeinde der Großen Moschee ist.
Er studierte an der Johns Hopkins University in Bologna, lehrt Islamic Law and Society an der Universität Neapel Federico II (Neapel) und ist Professor für Sociological Disciplines an der Accademia di Belle Arti di Catania (Catania) auf Sizilien. Er ist Präsident der Associazione Intellettuali Musulmani Italiani (Gesellschaft intellektueller italienischer Muslime).
Beim 1st Catholic-Muslim Forum war er eines der Delegationsmitglieder.
Er ist einer der weiteren Unterzeichner des ursprünglich von 138 muslimischen Gelehrten unterzeichneten offenen Briefes Ein gemeinsames Wort zwischen Uns und Euch (engl. A Common Word Between Us & You), den Persönlichkeiten des Islam an „Führer christlicher Kirchen überall“ (engl. „Leaders of Christian Churches, everywhere …“) sandten (13. Oktober 2007).